# Pirmin Hacker
Pirmin Hacker (16 novembre 1996) è un ex sciatore alpino austriaco.

## Biografia
Specialista delle prove tecniche originario di Bad Sankt Leonhard im Lavanttal e fratello di Felix, a sua volta sciatore alpino, Pirmin Hacker, attivo dal dicembre del 2011, ha esordito in Coppa Europa il 3 gennaio 2016 a Val-Cenis in slalom speciale e ha disputato la sua unica gara in Coppa del Mondo il 23 gennaio 2018 a Schladming nella medesima specialità, in entrambi i casi senza completare la prova. In Coppa Europa ha conquistato due podi, le vittorie colte in slalom parallelo il 1º febbraio 2019 a Tignes e il 21 dicembre dello stesso anno a Plan de Corones; ha preso per l'ultima volta il via nel circuito continentale il 19 marzo 2021 a Reiteralm in slalom speciale (24º) e la sua ultima gara in carriera è stata uno slalom speciale FIS disputato il 9 febbraio 2022 a Obdach. Non ha preso parte a rassegne olimpiche o iridate.

## Palmarès

### Coppa Europa
- Miglior piazzamento in classifica generale: 20º nel 2020
- 2 podi:
  - 2 vittorie

#### Coppa Europa - vittorie
| Data             | Località        | Paese   | Specialità |
| ---------------- | --------------- | ------- | ---------- |
| 1º febbraio 2019 | Tignes          | Francia | PR         |
| 21 dicembre 2019 | Plan de Corones | Italia  | PR         |

Legenda:

PR = slalom parallelo

### Campionati austriaci
- 2 medaglie:
  - 1 argento (combinata nel 2021)
  - 1 bronzo (slalom speciale nel 2017)